# 牛津大学耶稣学院

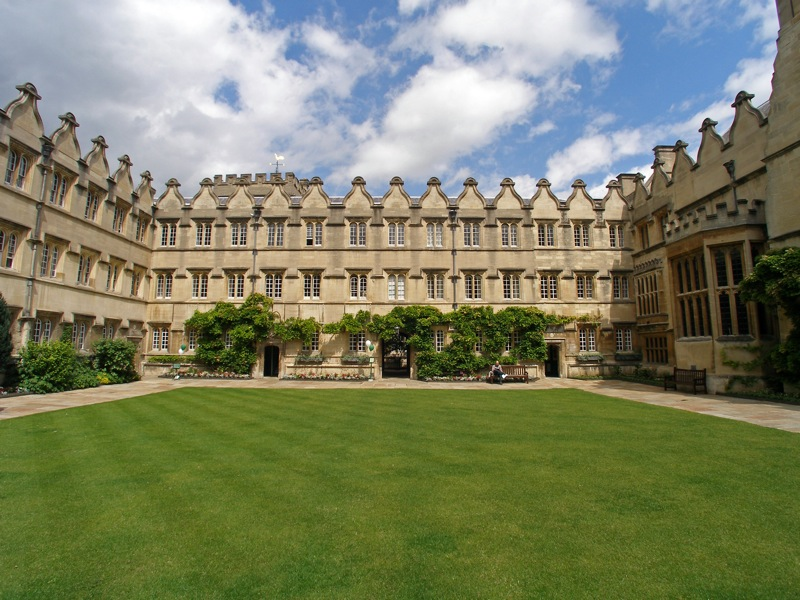

牛津大学耶稣学院（Jesus College，全称Jesus College in the University of Oxford of Queen Elizabeth's Foundation）是牛津大学的一个学院，位于英国牛津中心，特尔街、船街、谷物市场街和市场街之间。学院由伊丽莎白一世创建于1571年6月27日，以培养神职人员，不过现在学生学习广泛的世俗课程。学院历史最早建筑是第一方庭，建于16世纪和17世纪初；第二方庭建于1640年和1713年之间；第三方庭建于1906年。1971年学院成立四百周年时又建成了新宿舍。2022年，学院宣布由威尔士基金会资助并建成的郑裕彤纪念楼及学院第四方庭建成，首批该年度硕士与博士学生入住第四方庭。